# ドレメル
ドレメル（DREMEL）は、1932年にアメリカのウィスコンシン州ラシーンにドイツ系のAlbert J. Dremel（アルバート・J・ドレメル）により、創立された工具のブランドメーカー。
このメーカーは、ロータリーツールの代名詞となっている。1993年にアルバートの祖国であるドイツのロバート・ボッシュ社のグループに加わり、その製品は現在アメリカのイリノイ州でデザインされている。日本でのブランド展開はボッシュ社が行っている。

## ロータリーツール
ロータリーツールは先端工具を回転させて対象物を加工する工具である。ドレメルのロータリーツールは最高35,000 rpmの回転スピードがあり、通常のロータリーツールと区別して「ハイスピードロータリーツール」とも呼ばれる。ドレメルにはコード式とコードレスのロータリーツールがある。先端工具を変えることによって、彫刻、研削、切断、研磨などの作業をすることが可能。また、多様な専用アタッチメントがあり、ミニソーを取り付ければ電気のこぎりとして、チェーンソーシャープナーを取り付ければチェーンソーの研ぎにも使用できる。
DREMEL STYLUS
片手サイズのコードレスハイスピードロータリーツール。グリップが独創的な形にデザインされ、正確な操作と使いやすさを向上させている。充電式リチウムイオンバッテリー7.2V内蔵。
DREMEL 10.8V
コードレスハイスピードロータリーツール。多様なアタッチメントとアクセサリーを使用可能。充電式リチウムイオンバッテリー10.8V搭載。
DREMEL 300 series
ドレメルの全ての専用アタッチメントとアクセサリーを使用可能なコード式ハイスピードロータリーツール。

## ロータリーツール以外のドレメル工具
現在国内で展開している工具として、グルーガン、電動彫字機、多機能はんだごて、ガストーチ&ガス式はんだごてがある。